# Luan Patrick
Luan Patrick Wiedthauper (* 20. Januar 2002 in Carazinho) ist ein brasilianischer Fußballspieler. Der Innenverteidiger steht bei Hellas Verona unter Vertrag.

## Karriere

### Verein
Luan Patrick, dessen Familie deutscher Herkunft ist, wurde in Carazinho im europäisch geprägten Süden Brasiliens geboren. Im Alter von neun Jahren ging er ins rund 290 Kilometer südlich gelegene Porto Alegre und spielte beim Erstligisten SC Internacional vor, ehe er nach seiner Aufnahme ab seinem elften Lebensjahr für die Jugendmannschaften des Klubs auflief. Nachdem er dort aussortiert worden war, schloss er sich auf Initiative seines Vaters EC Juventude aus dem knapp 130 Kilometer von Porto Alegre entfernten Caxias do Sul an. Dort blieb Luan Patrick acht Monate, bevor er den Jugendmannschaften von Figueirense FC aus Florianópolis, über 440 Kilometer von Luan Patricks bisheriger Wirkungsstätte entfernt, beitrat. Mit Figueirense nahm er an mehreren Turnieren teil und zog das Interesse von Fluminense Rio de Janeiro und Palmeiras São Paulo sowie Athletico Paranaense auf sich. Aufgrund der Struktur des Klubs und aufgrund der Nähe zu Rio Grande do Sul, in der Luan Patricks Geburtsort Carazinho liegt, entschied sich die Familie für einen Wechsel ihres Sohnes zu Athletico; zwischen seinem Geburtsort Carazinho und Curitiba, dem Sitz von Athletico Paranaense, liegen rund 600 Kilometer. Nach der U17-Weltmeisterschaft 2019 im eigenen Land stieg Luan Patrick in die zweite Mannschaft auf. Im Februar 2020 gab Luan Patrick sein Debüt im A-Kader des Klubs. In der Staatsmeisterschaft von Paraná traf sein Klub am 9. Februar auswärts auf den FC Cascavel. In dem Spiel stand er in der Startelf. Bei dem Gewinn der Copa Sudamericana 2021 bestritt der Spieler einen Einsatz. Im Achtelfinalrückspiel gegen América de Cali wurde er in der 91. Minute für Léo Cittadini eingewechselt.
Im April 2022 wurde Luan Patrick an den Konkurrenten América Mineiro bis zum Ende der Série A 2022 ausgeliehen. Für die Saison 2023 schloss sich eine weitere Leihe an Red Bull Bragantino an. Zum Start in das Jahr 2024 trat der Spieler wieder für seinen Stammklub an.
Im Februar 2025 wechselte Luan Patrick nach Italien. Hier unterzeichnete er einen Kontrakt bei Hellas Verona bis zum 30. Juni 2028.

### Nationalmannschaft
Durch seine Leistungen bei Athletico Paranaense gelang Luan Patrick der Sprung in die brasilianische U17-Nationalmannschaft. Bei der U17-Weltmeisterschaft 2019 im eigenen Land, bei der die Brasilianer den Titel gewannen, kam er in allen Partien zum Einsatz, so auch beim 2:1-Finalsieg gegen Mexiko. Zudem absolvierte er drei Partien für die brasilianischen U18-Junioren.

## Erfolge
Nationalmannschaft
- U17-Weltmeister: 2019

Athletico Paranaense
- Staatsmeisterschaft von Paraná: 2020
- Copa Sudamericana: 2021